# Жосань (Хунедоара)
Жосань, Жосані (рум. Josani) — село у повіті Хунедоара в Румунії. Входить до складу комуни Пестішу-Мік.
Село розташоване на відстані 295 км на північний захід від Бухареста, 9 км на південний захід від Деви, 122 км на південний захід від Клуж-Напоки, 126 км на схід від Тімішоари.

## Населення
За даними перепису населення 2002 року у селі проживали 212 осіб, з них 211 осіб (99,5%) румунів. Усі жителі села рідною мовою назвали румунську.